# Zimbabveanski znakovni jezici
Zimbabveanski znakovni jezici (zimsign; ISO 639-3: zib) jesu skup znakovnih jezika kojima se služe gluhe osobe u Zimbabveu. Postoji nekoliko škola za gluhu djecu, a poseban jezik razvio se u svakoj od njih: Zimbabwe School Sign, Masvingo School Sign u Masvingu (do 1982. zvan Fort Victoria) i Zimbabwe Community Sign. Za Masving School Sign zna se da se razlikuje od ostalih, ali nužno je dodatno istraživanje.
Znakovni jezici koje se uče u školama nisu jednaki onom (ili više njih) koji upotrebljavaju ljudi izvan škola.
Godine 2013. Zimbabve je uvrstio znakovni jezik među službene jezike u ustavu bez dodatnih pojašnjenja.
Postoji ručni alfabet za engleski jezik, možda srodan južnoafričkom.

## Vanjske poveznice
- Ethnologue (14th)
- Ethnologue (15th)